# Vårsollöpare
Vårsollöpare (Poecilus versicolor) är en skalbaggsart som först beskrevs av Sturm 1824.  Vårsollöpare ingår i släktet Poecilus, och familjen jordlöpare. Arten är reproducerande i Sverige.

## Bildgalleri

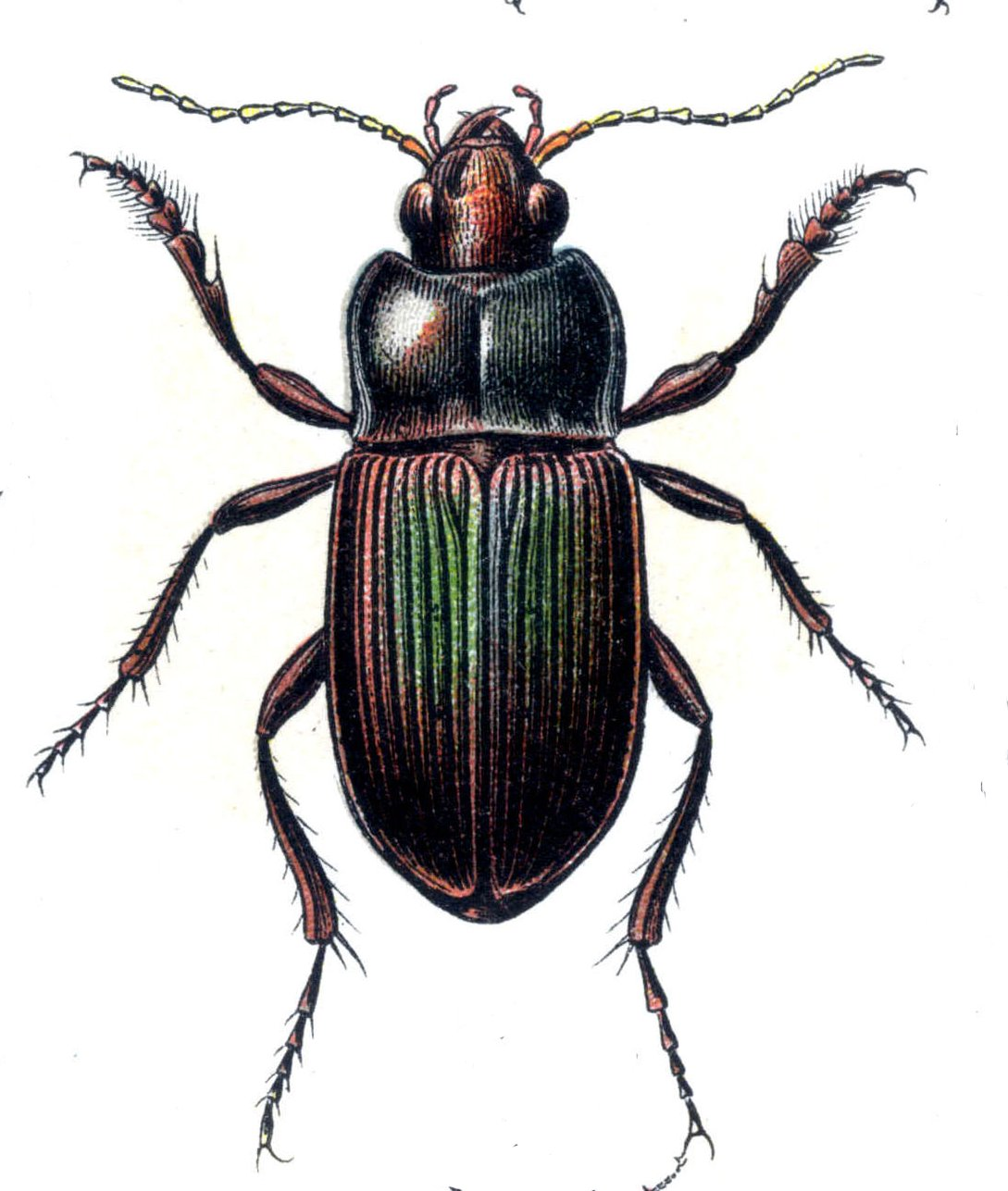
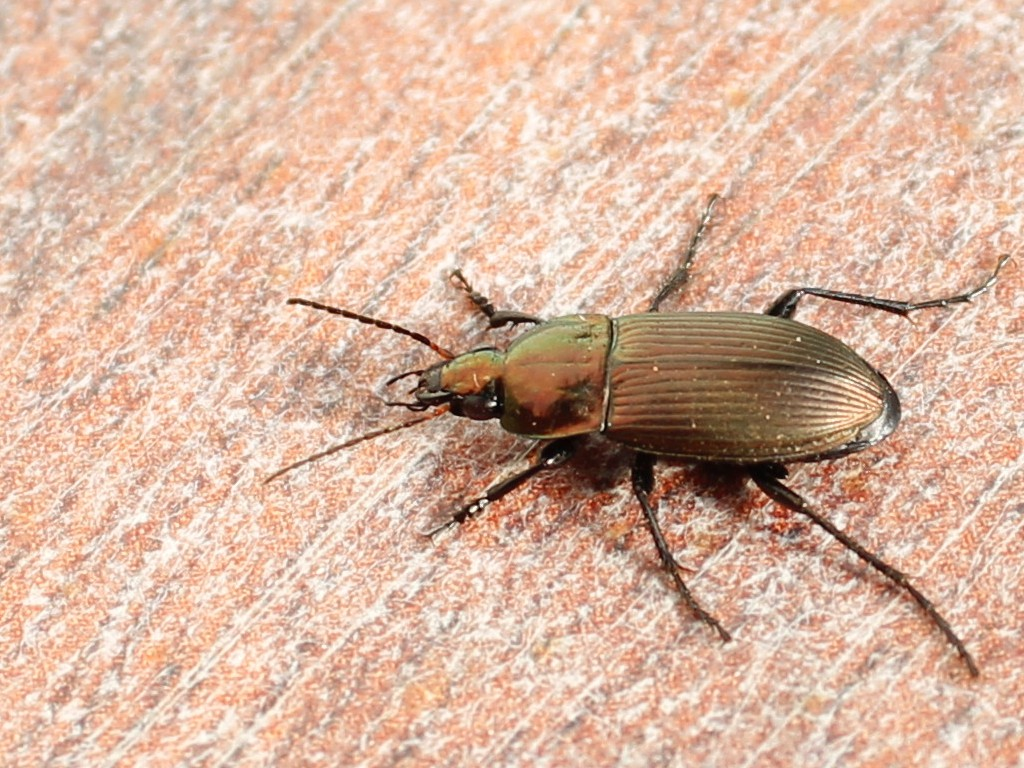
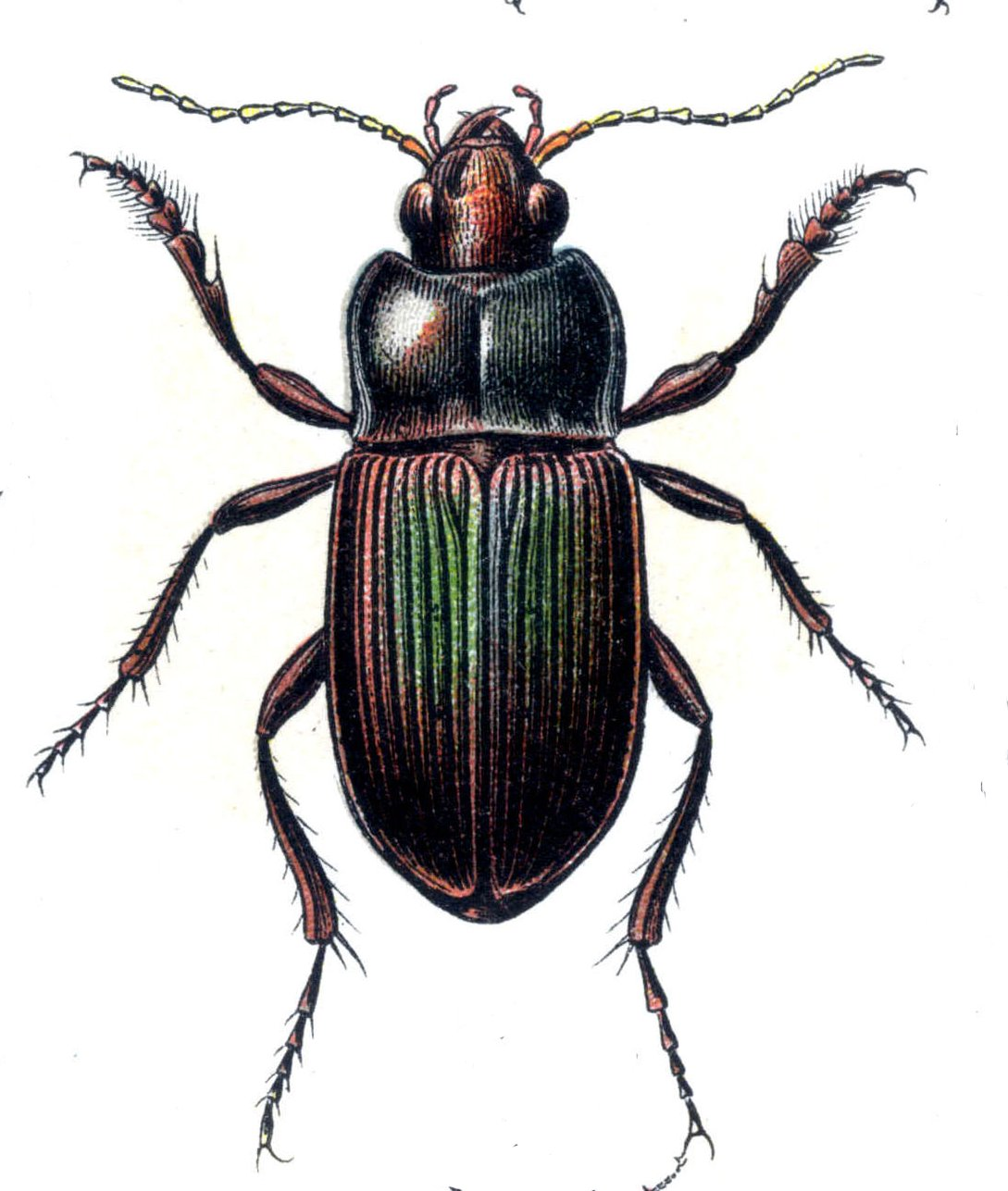
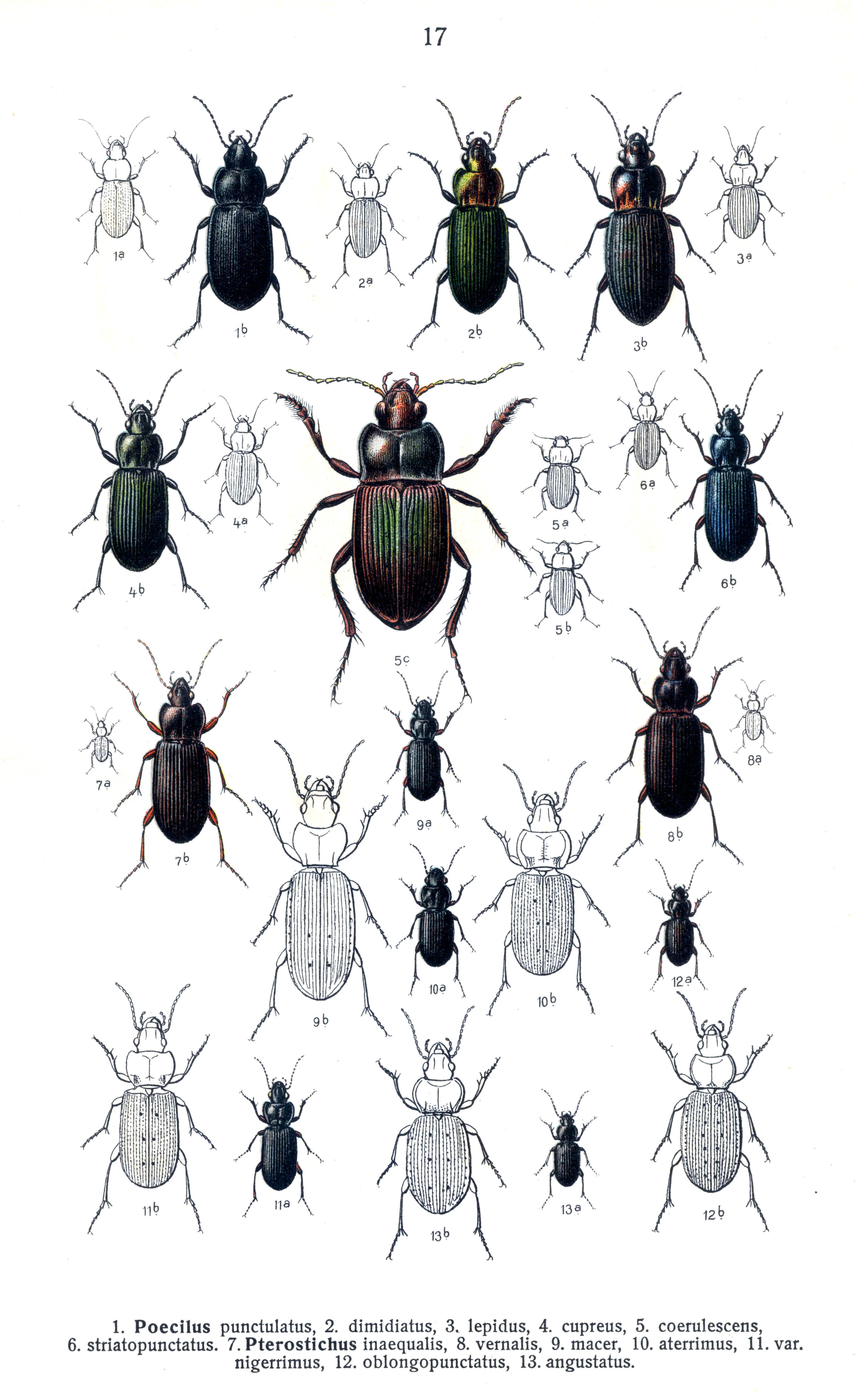